# Paths of Possession
I Paths of Possession sono una melodic death metal band con George Fisher, cantante nei Cannibal Corpse, in una veste più melodica.

## Formazione

### Formazione attuale
- George Fisher - voce
- Randy Butman - basso
- Jay Fossen -chitarra
- Jack Goodwin - chitarra
- Nick Goodyear - batteria

### Ex componenti
- Erin Fuller - batteria
- Brian Ridley - batteria
- Chad - batteria
- Bill - voce
- Richard Brunelle - chitarra

## Discografia
- 2002 - Legacy in Ashes
- 2005 - Promises in Blood
- 2007 - The End of the Hour